# Crowsnest Mountain
Der Crowsnest Mountain (englisch für „Krähennest-Berg“) ist ein 2785 m hoher Berg in den kanadischen Rocky Mountains im Südwesten der Provinz Alberta. Er steht sehr isoliert und ist nur im Norden über einen Sattel mit seinen Nachbarn, den Seven Sisters, verbunden. Er liegt östlich der kontinentalen Wasserscheide zwischen Pazifik und Arktis. Unweit des Berges bietet der Crowsnest Pass einen Übergang über diese Wasserscheide, die zugleich Grenze der Provinzen Alberta und British Columbia ist; die Passstraße, der Highway 3, wird auf ihrer gesamten Strecke durch die Rocky Mountains als Crowsnest Highway bezeichnet.

## Name
Der Name stammt von den Cree-Indianern, die ihn von in der Gegend nistenden schwarzen Vögeln herleiteten. Tatsächlich soll es sich dabei aber nicht um Krähen, sondern um Raben gehandelt haben.

## Geologie
Die oberen Regionen, die Steilwände des Berges, bestehen aus Kalkstein, der im Paläozoikum entstand, während die unteren Teile des Berges aus im Mesozoikum gebildeten Schichten bestehen und damit jünger sind. Diese Besonderheit spiegelt sich wider in der paradoxen Aussage, der Berg stehe verkehrt herum („upside down“). Ursprünglich waren die oberen, älteren Schichten mit der benachbarten High Rock Range verbunden. Während der Gebirgsbildung wurden sie nach Osten verschoben, über die jüngeren Gesteinsschichten, die jetzt den Sockel des Berges bilden. Gletscherströme sorgten schließlich für eine Abtragung des Gesteins rund um den Berg und hinterließen ihn in seiner heutigen Form.

## Erstbesteigung
Der britische Bergsteiger Edward Whymper, Erstbesteiger des Matterhorns, hatte die Region bereits 1903 bereist und plante für 1904 die Besteigung des Berges, die bislang für unmöglich gehalten worden war. Mit dem kanadischen Bergsteiger Tom Wilson, der als junger Mann für die kanadische Eisenbahn in den Rocky Mountains tätig war und dabei 1882 den Lake Louise entdeckt hatte, vereinbarte Whymper, dass dieser mit den Schweizer Bergführern Christian Hassler Sr. und Friedrich Michel den Berg umrunden und erkunden sollte. Nachdem sie Whymper Bericht erstattet hätten, wollte dieser das weitere Vorgehen bestimmen. Wilson und die beiden Schweizer brachen am 26. Juli 1904 auf und errichteten auf der Westseite des Berges ein Lager. Am 29. Juli erreichte Whymper ein Telegramm, dass der Berg erstiegen sei und man weitere Anweisungen erwarte. Die drei Bergsteiger hatten der Versuchung nicht widerstehen können und den Berg am 28. Juli erklommen. Whymper reagierte erbost, weil ihm diese Erstbesteigung entgangen war, noch mehr aber, weil seine Anweisungen ignoriert worden waren.
Inzwischen wird der Berg häufig bestiegen, der 1915 eröffnete Anstieg von Norden gilt als mäßig schwierig (UIAA II).